# Bolitoglossa lozanoi
Espèce
Statut de conservation UICN

 LC  : Préoccupation mineure
Bolitoglossa lozanoi est une espèce d'urodèles de la famille des Plethodontidae.

## Répartition
Cette espèce est endémique du département de Caldas en Colombie. Elle se rencontre dans les municipalités de La Victoria et de Norcasia dans la vallée du río La Miela à 500 m d'altitude sur le versant Est de la cordillère Centrale.

## Description
La femelle holotype mesure 118,9 mm dont 60,7 mm pour la queue. Les mâles mesurent jusqu'à 54,9 mm sans la queue et les femelles jusqu'à 58,2 mm.

## Étymologie
Cette espèce est nommée en l'honneur de Gustavo Lozano Contreras (1938–2000).

## Publication originale
- Acosta-Galvis & Restrepo, 2001 : Una nueva especie de Bolitoglossa (Caudata: Plethodontidae) de las selvas del Magdalena Medio en Colombia. Caldasia, vol. 23, no 2, p. 467-473 (texte intégral).